# Frederik Frederiksen
Frederik Frederiksen (Noorwegen, Fredrikshald, 23 november 1869 - onbekend ) was een Noors violist.
Fredrik Fredriksen werd geboren in een gezin met zoqel een Deense vader als moeder. Hij kreeg al op zijn zesde een viool, de eerste lessen volgden op zevenjarige leeftijd en zijn eerste optreden vond plaats toen hij negen jaar was. Op vijftienjarige leeftijd ging hij studeren aan het Conservatorium van Leipzig bij Hans Sitt, Friedrich Hermann (viool) en S. Jadassohn (harmonieleer). Zijn faam van destijds kwam door zijn openabre optredens in de concertzaal van dat conservatorium. Fredriksen ging verder studeren bij Emile Sauret in Berlijn. Vervolgens trad hij toe in het Orchestre Lamoureux, maar studeerde verder bij Martin Maesick. Hij toerde onder andere door Schotland en Noorwegen en trad daarbij op met Agathe Backer-Grøndahl en Martin Knutzen. Hij speelde in Oslo/Christiania ook tijdens de concerten van Iver Holter. In Engeland werd hij ook gezien met het orkest van Crystal Palace en het Queen's Hall Orchestra. In 1892 ging hij samen met zijn voormalige doecnt Suaret wonen in Londen en verbleef daar dertien jaar en gaf gedurende die tijd ook vioolles. In Londen maakte hij kennis met zijn toekomstige (1896) vrouw Grace Mary Williams Henshaw, een begenadigd pianiste aan het Royal Academy of Music en het Klinthworth Conservatorium in Berlijn. Gedurende die tijd had Frederiksen al vijf keer opgetreden voor de Zweedse koning Oscar II van Zweden. 
Fredriksen verliet Europa om in Chicago les te gaan geven aan het Chicago Musical College. Hij ging dirigeren bij het Scnadinavian Symphony Orchestra en gaf les aan muziekscholen in Milwaukee en Madison (Wisconsin). 
Sinds 1927, toen een laatste optreden van het echtpaar werd aangekondigd, ontbreekt ieder spoor van het echtpaar.
- Library of Congress Control Number: no2013135073
- Virtual International Authority File: 305459331
- WorldCat: E39PBJrC9bk7kWt8grC4c8rpfq